# 西宁宏觉寺街古建筑群
西宁宏觉寺街古建筑群，位于中国青海省西宁市城中区宏觉寺街，为第六批青海省文物保护单位，公布日期为1998年12月22日，类型为古建筑。
西宁宏觉寺街古建筑群的历史年代为明、清。